# Шайтан, Алексей Константинович
Алексей Константинович Шайтан (род. 18 ноября 1984) — российский учёный, специалист в области биоинформатики, член-корреспондент РАН (2022).

## Биография
Родился 18 ноября 1984 года.
В 2001 году — с золотой медалью окончил московскую школу № 1260 с углубленным изучением английского языка.
В 2007 году — окончил кафедру физики полимеров и кристаллов физического факультета МГУ, (средний балл 5.0), дипломная работа: «Исследование гидратации и адсорбции боковых цепей аминокислот методами компьютерного моделирования».
В 2010 году — защитил кандидатскую диссертацию, тема: «Компьютерное моделирование и статистический анализ самоорганизующихся молекулярных систем на основе пептидов» (научный руководитель — д. ф.-м. н., академик РАН А. Р. Хохлов).
В 2021 году — защитил докторскую диссертацию, тема: «Интегративное моделирование структуры и динамики биомакромолекулярных комплексов» (научный консультант — д. б. н., академик РАН М. П. Кирпичников).
В мае 2022 года — присвоено почётное учёное звание профессора РАН.
В июне 2022 года — избран членом-корреспондентом РАН от Отделения биологических наук.
С 2008 года — работает на кафедре синтетической биологии биологического факультета МГУ, в настоящее время — руководитель научной группы интегративной биологии.

### Семья
- Дед — советский учёный-гидротехник Вольдемар Саввич Шайтан (1912—1997)
- Дед — заслуженный мастер спорта СССР, чемпион СССР по лёгкой атлетике, архитектор спортивных сооружений, изобретатель Василий Петрович Поликарпов (1903—1975)
- Отец — доктор физ.-мат. наук, профессор кафедры биоинженерии МГУ Константин Вольдемарович Шайтан (род. 1949)

## Награды
- Премия Правительства Москвы молодым ученым (в номинации «Биология», за 2018 год) — за цикл работ «Интеграция компьютерных и экспериментальных методов для изучения строения и функций биомакромолекул»[3]